# Två eller tre saker jag vet om henne
Två eller tre saker jag vet om henne (franska: 2 ou 3 choses que je sais d'elle) är en fransk film från 1967 i regi av Jean-Luc Godard, med Marina Vlady i huvudrollen.

## Handling
Juliette Jeanson bor med sin man och deras två barn i en förort till Paris. Makens lön räcker inte för att upprätthålla deras levnadsstandard så Juliette prostituerar sig under dagarna. Filmen följer Juliettes liv under 24 timmar. Hon inleder sin dag med att lämna sin dotter på det lokala daghemmet och reser sedan in till centrala Paris. Där shoppar hon kläder, sitter på kaféer och träffar kunder. Sent på eftermiddagen möter hon upp maken och de går hem.

## Medverkande
| Marina Vlady    | – Juliette Jeanson |
| Roger Montsoret | – Robert Jeanson   |
| Anny Duperey    | – Marianne         |
| Raoul Lévy      | – John Bogus       |
| Jean Narboni    | – Roger            |
| Joseph Gerhard  | – Monsieur Gérard  |

## Om filmen
Filmen inspirerades av ett brev till magasinet Le nouvel observateur som var ett svar på en artikel om kvinnor från de nya bostadsområdena i Paris utkanter vilka arbetade som prostituerade för att ha råd med en medelklasslivsstil.
Två eller tre saker jag vet om henne spelades in under sommaren 1966 samtidigt med Godards kriminalfilm Made in U.S.A. och släpptes året efter.